# Mate Dragičević
Mate Dragičević (Macarsca, 19 novembre 1979) è un ex calciatore croato, di ruolo attaccante.

## Palmarès

### Club

#### Competizioni nazionali
- Campionato croato: 2

Dinamo Zagabria: 2002-2003
Hajduk Spalato: 2004-2005
- Pervenstvo Futbol'noj Nacional'noj Ligi: 1

Chimki: 2006
- Campionato iraniano: 1

Persepolis: 2007-2008